# Hear Them Calling
«Hear Them Calling» (укр. Чую їхній поклик) — пісня ісландської співачки Грети Салоуме, з якою вона представляла Ісландію на  Євробаченні 2016 в Стокгольмі, Швеція.

## Євробачення 2016
У лютому 2016 року Грета бере участь в ісландському національному відборі на  Євробаченні 2016 «Söngvakeppni Sjónvarpsins» із піснею ісландською мовою «Raddirnar». За правилами національного відбору, у фіналі пісні учасників повинні виконуватися тією мовою, якою виконавці планують співати, у випадку перемоги, на самому Євробаченні. За кілька днів до фіналу відбору Грета випускає англомовну версію своєї пісні — «Hear Them Calling» — з якою вона 20 лютого 2016 року перемагає й отримує право представляти Ісландію на Євробаченні 2016 у Стокгольмі, Швеція.

## Чарти
| Чарт (2016)                       | Найвища позиція |
| --------------------------------- | --------------- |
| Iceland (Icelandic Singles Chart) | 1               |